# (79978) 1999 CC158
(79978) 1999 CC158, cũng được viết (79978) 1999 CC158, là một vật thể ngoài Sao Hải Vương, quay quanh vành đai Kuiper của Hệ Mặt Trời. Nó được phát hiện ngày 15 tháng 2 năm 1999 tại đài quan sát Mauna Kea, Hawaii. Nó có cộng hưởng với Sao Hải Vương là 5:12.